# Брахма-лока

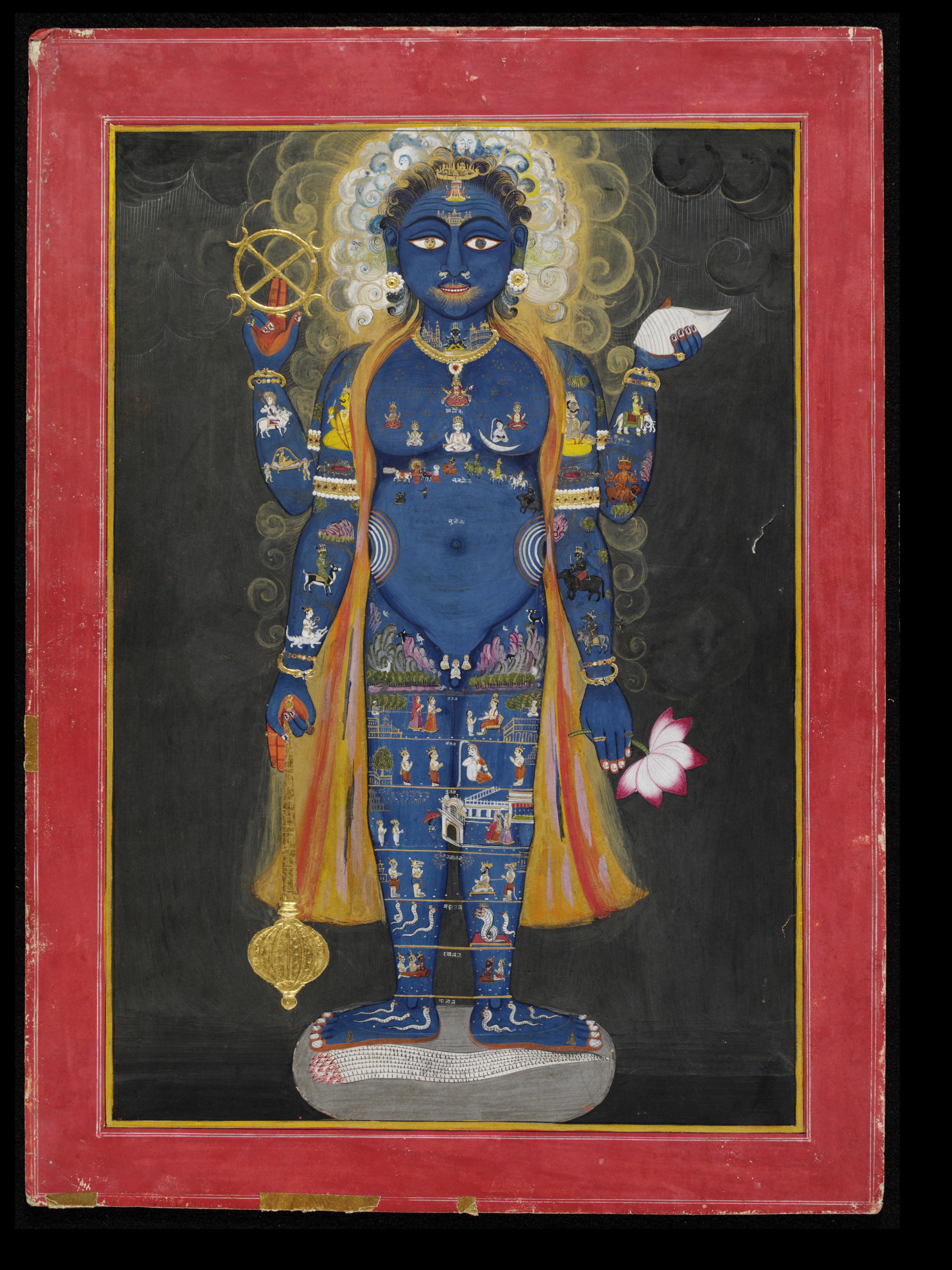
Брахма-лока изображена на голове Вишну-Вишварупы (Космический Человек)

Брахма-лока (небо высших божеств), или Сатья-лока (санскр. Satya-loka — «мир истины»), — седьмое и самое верхнее из семи небес («лок»), окружающих Землю по представлениям индийской мифической космографии. Служит местом пребывания Брахмы и никогда не подвергается разрушению (не впадает в пралаю).